# Classic Fantastic
Livin' in the City — седьмой студийный альбом группы Fun Lovin' Criminals, издан 1 марта 2010 года.

## Об альбоме
На каждую песню альбома «Classic Fantastic» при желании можно сделать клубный ремикс (особенно это касается открывающей «Mars» и дуэта с Рутсом Манувой «Keep On Yellin'»), а под балладой «Rewind» не стыдясь поставил бы подпись и Кертис Мэйфилд. Что касается поклонников главного хита FLC «Scooby Snacks» (Хьюи мотал срок, поэтому поет бандитские песни с особым смаком), то тут есть практически сиквел легендарного номера («The Originals») - две с половиной минуты пуэрто-риканской дансы, что называется, с выходом.
 — пишет Александр Кондуков в журнале Rolling Stone

## Список композиций
1. "Mars" - 3:00
2. "Classic Fantastic" - 4:30
3. "The Originals" - 2:38
4. "She Sings At The Sun" - 3:35
5. "Keep On Yellin'" - 3:12
6. "Jimi Choo" - 2:14
7. "El Malo" - 4:10
8. "Conversations With Our Attorney" - 1:24
9. "We, The Three" - 2:56
10. "How Low?" - 2:37
11. "Mister Sun" - 4:02
12. "Rewind" - 4:00
13. "Get Your Coat" - 3:53